# Joaquim Gomes (gemeente)
Joaquim Gomes is een gemeente in de Braziliaanse deelstaat Alagoas. De gemeente telt 22.436 inwoners (schatting 2009).

## Verkeer en vervoer
De plaats ligt aan de noord-zuidlopende weg BR-101 tussen Touros en São José do Norte. Daarnaast ligt ze aan de weg AL-205.